# Дом чаепромышленников Высоцких
Дом чаепромышленников Высоцких — московский особняк (переулок Огородная Слобода, 6), построенный в 1900 году по проекту архитектора Р. И. Клейна, автора и строителя Музея имени Пушкина, Средних торговых рядов, магазина «Мюр и Мерилиз» на Петровке. Дом стилизован под французские шато, хотя стилистически эклектичен.
Дом Высоцких часто становился местом сбора творческой богемы Москвы. Интересно, что там ребенком бывал Борис Пастернак.

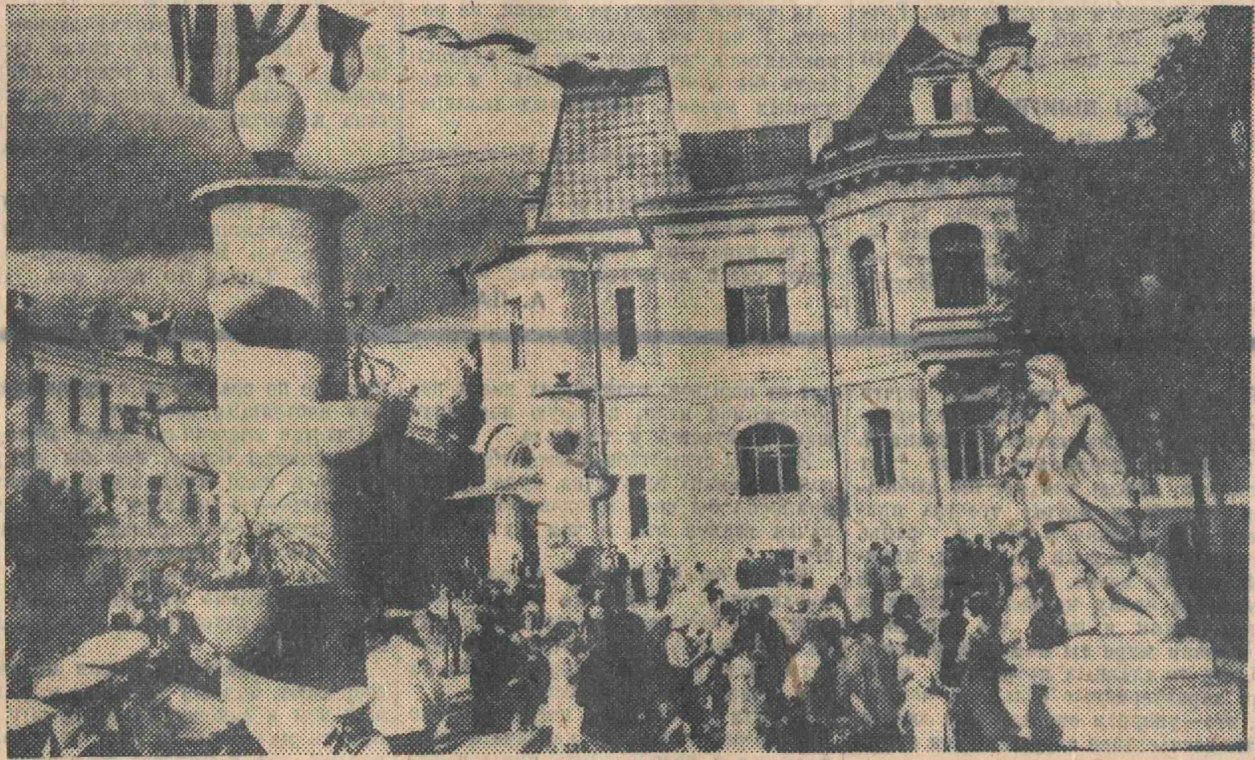
Дом пионеров и октябрят в 1936

С 1922 по 1935 год здание было предоставлено в распоряжение Всесоюзного общества старых большевиков. После ликвидации общества, в 1936 году, по предложению Н. К. Крупской (по другой версии — по инициативе Н. С. Хрущёва) особняк был отдан под размещение городского Дома пионеров. Переустройство и новое оформление помещений особняка для размещения дома пионеров провели архитекторы А. К. Чалдымов, К. С. Алабян, А. В. Власов, В. В. Жаров и И. И. Леонидов. В росписи интерьеров, изготовлении мебели и декорировании интерьеров участвовали художники П. Я. Павлинов, Н. М. Чернышёв, Г. И. Рублёв, Л. А. Бруни и В. А. Фаворский. Однако уже в конце 1930-х годов многие помещения были вновь переоформлены мастерами Палеха.

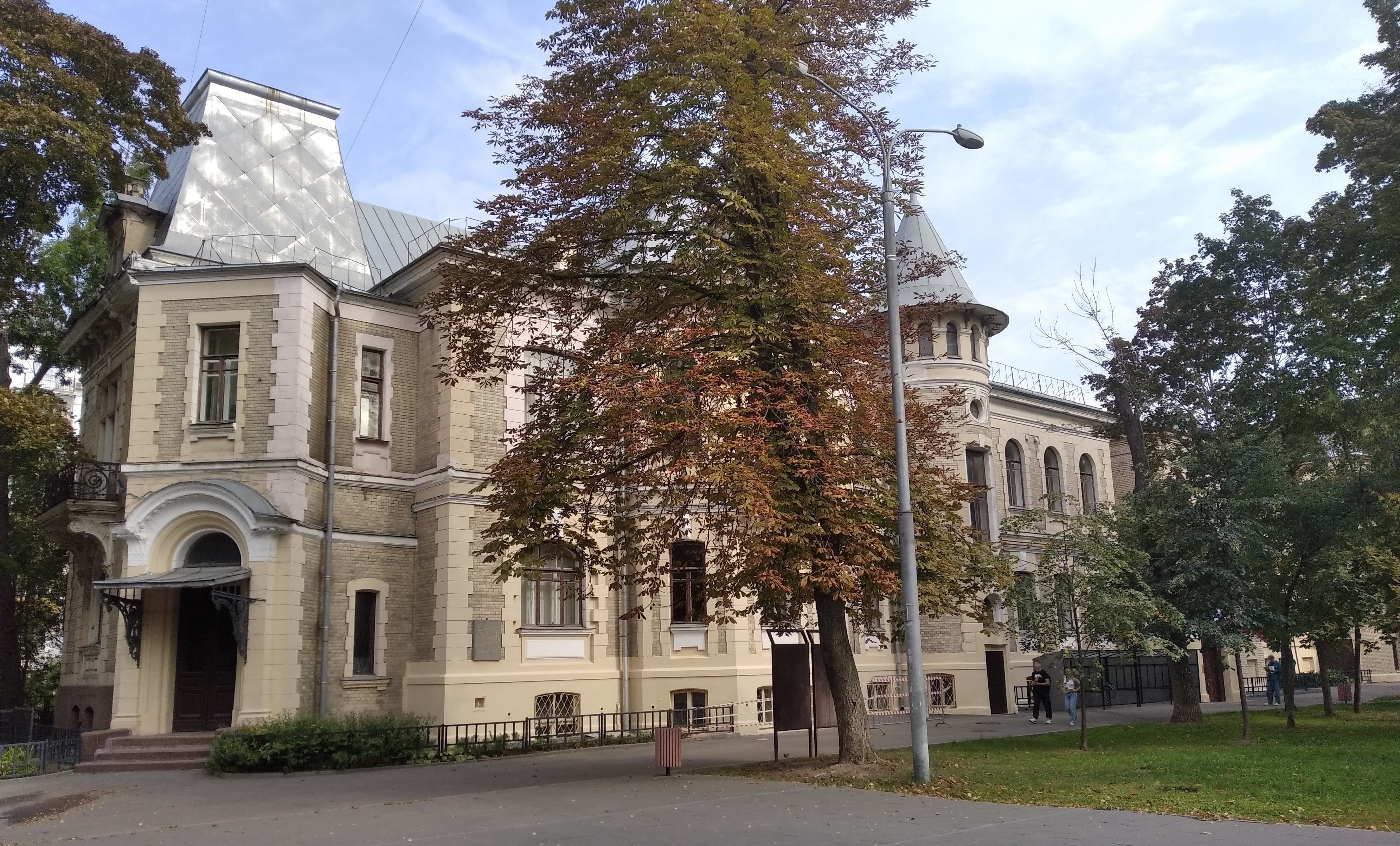
Современный вид (2024)

С 1962 года, когда Московский Дом пионеров переехал в новое здание на Ленинских Горах, здесь находился Дом (впоследствии — Дворец) пионеров Бауманского района, получивший имя Н. К. Крупской. В феврале 1964 года в нём был открыт музей Н. К. Крупской. В 1969 году на фасаде здания была установлена мемориальная доска из серого гранита с текстом «В этом доме неоднократно бывала Надежда Константиновна Крупская Выдающийся деятель коммунистической партии
и советского государства большой друг детей».
В начале 1980-х годов архитектор П. И. Скокан планировал установить на фасаде здания мемориальную доску с напоминанием о том, что «отсюда июне 1941 года уходили в тыл врага на выполнение особых заданий группы комсомольцев-добровольцев». В составе одной из таких групп был сам П. И. Скокан. Однако мемориальная доска так и не была установлена.
В 1991 году Дворец пионеров был реформирован в Дворец детей и молодежи Центрального округа города Москвы. С 2002 года он называется Дворцом творчества детей и молодежи «На Стопани».